# Meslay (Calvados)
Meslay ist eine französische Gemeinde mit 344 Einwohnern (Stand: 1. Januar 2022) im Département Calvados in der Region Normandie. Sie gehört zum Arrondissement Caen und zum Kanton Le Hom. Die Einwohner werden als Meslayens bezeichnet.

## Geografie
Meslay liegt rund 18 Kilometer nordwestlich von Falaise. Umgeben wird die Gemeinde von 
- Cesny-les-Sources mit Cesny-Bois-Halbout im Norden, Acqueville im Nordosten und Osten und Angoville im Südosten und Süden,
- Donnay in südwestlicher, westlicher wie auch nordwestlicher Richtung.

## Bevölkerungsentwicklung
| Jahr                             | 1793 | 1836 | 1876 | 1926 | 1946 | 1968 | 1990 | 2016 |
| Einwohner                        | 357  | 350  | 272  | 183  | 200  | 196  | 208  | 284  |
| Quelle: Cassini, EHESS und INSEE |      |      |      |      |      |      |      |      |

## Sehenswürdigkeiten
- Kirche Saint-Cellerin aus dem 13. Jahrhundert
- Schloss aus dem 18. Jahrhundert